# محمد مجتبی
محمد مجتبی (انگلیسی: Mohammad Mujtaba؛ زادهٔ ۱ دسامبر ۱۹۹۵) بازیکن کریکت اهل افغانستان است.